# Amineh Kakabaveh
Amineh Kakabaveh (en kurd: Emîne Kakebave; en persa: اَمینه کاکاباوه; Saqqez, 6 de desembre de 1970) és una política kurda sueca. D'origen kurd iranià, va ser membre, d'ençà de l'edat de 13 anys, de la guerrilla kurda Komala a l'Iran abans de refugiar-se a Suècia quan va tenir dinou anys. Esdevingué membre del Parlament de Suècia el 2008 amb l'esquerra sueca, arran del seu lideratge del moviment Varken hora eller kuvad, una organització feminista i antiracista, inspirada en l'associació francesa Ni Putes Ni Soumises, que va crear el 2005.
Kakabaveh es va fer famosa internacionalment a mitjans de maig del 2022 arran de l'oposició de Turquia a l'accessió de Suècia i Finlàndia al si de l'OTAN ja que l'ambaixador turc a Suècia demanà aleshores l'extradició de la parlamentària sueca.

## Biografia
Nascuda al Kurdistan iranià, Kakabaveh es va unir quan tenia 13 anys a la Komala kurda iraniana, on va ser entrenada com a guerrillera. Segons el seu propi relat, aquella experiència d'assumir responsabilitats, juntament amb les dificultats de la vida a les muntanyes, l'obligà a fer-se més madura. Més tard va fugir del país passant per Turquia i Grècia abans d'arribar a Suècia quan tenia 19 anys. Després d'haver trobat refugi al país escandinau, va treballar inicialment com a domèstica de dia, tot seguint classes a l'escola de nit. Més endavant, Kakabaveh es va graduar amb un màster a la Universitat d'Estocolm en filosofia i ciències socials.
El 2005 es llançà a la política, inspirada pel moviment francès Ni Putes Ni Soumises va fundar l'organització feminista i antiracista Varken hora eller kuvad. Posteriorment, a les eleccions parlamentàries de 2008 es va convertir en membre del Parlament suec. El 2019, va ser amenaçada de ser expulsada del Partit d'Esquerra, com a conseqüència d'un conflicte prolongat amb la direcció del partit però abans de resoldre's el tema, va decidir d'abandonar el partit voluntàriament.
Com que els membres del Parlament no poden ser expulsats pels partits, romangué com a diputada independent. Tanmateix, el govern format per una coalició socialista amb el partit d'Esquerra que tenia inicialment un membre més que els opositors, va perdre aleshores la seva majoria. Durant la crisi del govern suec del 2021, Kakabaveh no va voler donar el seu suport inicialment, sinó que ho féu després que s'acceptessin algunes demandes polítiques seves pel que fa al suport als kurds i les crítiques al tractament del govern de Recep Tayyip Erdogan als kurds. Així, el govern encapçalat per Magdalena Andersson va poder accedir al poder. Després de la sol·licitud sueca d'adhesió a l'OTAN al maig del 2022, Turquia va exigir l'extradició de Kakabaveh per donar suport a les organitzacions kurdes. A conseqüència de l'acte, la diputada va declarar a través d'Instagram que el govern suec hauria d’expulsar el diplomàtic "per haver amenaçat una ciutadana sueca elegida pels seus conciutadans per a ser membre del parlament".